# Ulrich Peters (Basketballspieler)
Ulrich „Bob“ Peters (* 2. Juli 1957 in Augsburg) ist ein ehemaliger deutscher Basketballspieler und Olympiateilnehmer. Peters nahm den Familiennamen seines Adoptivvaters an und ist außerhalb des Basketballsports besser bekannt als Ulrich Trogele.

## Leben
Peters war im Alter von sechs Jahren mit seinen Eltern in die Vereinigten Staaten gezogen. Dort lernte er das Basketballspiel, ging in Somers im Bundesstaat New York zur Schule und spielte von 1975 bis 1979 an der Wichita State University unter dem Namen Bob Trogele. Zum Abschluss seiner vier Jahre an der Hochschule erzielte er im Spieljahr 1978/79 12,5 Punkte je Begegnung. Mit 420 Korbvorlagen stand er auf dem zweiten Platz der Bestenliste der Hochschulmannschaft, als er diese 1979 verließ. Nach dem Abschluss absolvierte er ein Probetraining beim NBA-Klub Cleveland Cavaliers. Als Terry Schofield, der amerikanische Trainer des SSC Göttingen, Ende der 1970er Jahre systematisch Deutsch-Amerikaner für die Basketball-Bundesliga suchte, fiel ihm auch der College-Spieler Bob Peters auf, der deutscher Staatsbürger war. 1979 wechselte Peters zu Göttingen und gewann dort gleich in seiner ersten Saison den Deutschen Meistertitel. Drei Jahre später gewannen die Göttinger, mittlerweile als ASC 1846 Göttingen firmierend, den zweiten Meistertitel. In der Saison 1983/84 trat Peters aus Studiengründen kürzer und gehörte nicht mehr zur Stammformation der Göttinger, die ihren Meistertitel erfolgreich verteidigten. Nach seinem Examen als Diplom-Kaufmann spielte Peters noch zwei Saisons in Köln.
Ab 1980 gehörte Peters als Stammspieler zur deutschen Nationalmannschaft. Nach dem achten Platz bei der Basketball-Europameisterschaft 1983 kehrte Peters erst bei der Qualifikation für die Olympischen Spiele 1984 in die Nationalmannschaft zurück. Wegen des Olympiaboykotts der Ostblock-Staaten konnte die deutsche Mannschaft an den Olympischen Spielen teilnehmen und belegte den achten Platz, wobei Peters in sieben Spielen mitwirkte und 22 Punkte erzielte. Nach dem fünften Platz bei der Basketball-Europameisterschaft 1985 beendete Peters seine Nationalmannschaftskarriere.
Seine Tochter Julia Trogele war deutsche U20-Nationalspielerin und stand im erweiterten Kader der A-Nationalmannschaft.
1995 wurde an der Georg-August-Universität Göttingen seine Doktorarbeit angenommen, sie trug den Titel „Strategisches Marketing für deutsche Universitäten: die Anwendung von Marketing-Konzepten amerikanischer Hochschulen in deutschen Universitäten“. Neben einer beruflichen Karriere in verschiedenen Unternehmen im Bereich Pflanzenschutz war er ab 1997 auch als Honorarprofessor an der FHW in Berlin tätig. Von 2005 bis 2015 war er für die Geschäfte eines US-Chemieunternehmens im asiatischen und pazifischen Raum zuständig. 2015 trat er eine leitende Stelle in einem Chemieunternehmen im US-Bundesstaat Kalifornien an.